# Cetorhinus maximus
Lo squalo elefante (Cetorhinus maximus Gunnerus, 1765), detto anche cetorino o squalo pellegrino, è un pesce cartilagineo, unico membro attuale del genere Cetorhinus e sola specie esistente della famiglia dei Cetorinidi. Con una lunghezza media di 10 metri ed una massima che può raggiungere i 12, questo squalo è considerato il secondo pesce più grande attualmente vivente sulla Terra dopo lo squalo balena.
Facilmente riconoscibile grazie all'alta pinna dorsale e alla bocca che viene distesa al massimo quando si nutre, lo squalo elefante è presente negli oceani e nei mari temperati. Imponente, lento e privo di aggressività - il suo nome in inglese, Basking shark, si può tradurre in «squalo che si crogiola al sole» -, questo squalo è assolutamente innocuo per l'essere umano. Questo gigante dei mari si nutre principalmente di plancton, alghe o animali microscopici che assorbe attraverso la grande bocca.
Come molti squali, anch'esso figura tra le specie minacciate e la sua diversità genetica non sembra essere molto elevata. Sebbene non si disponga di dati precisi sulla sua popolazione totale, la specie è considerata in pericolo.

## Etimologia

### Nomi scientifici

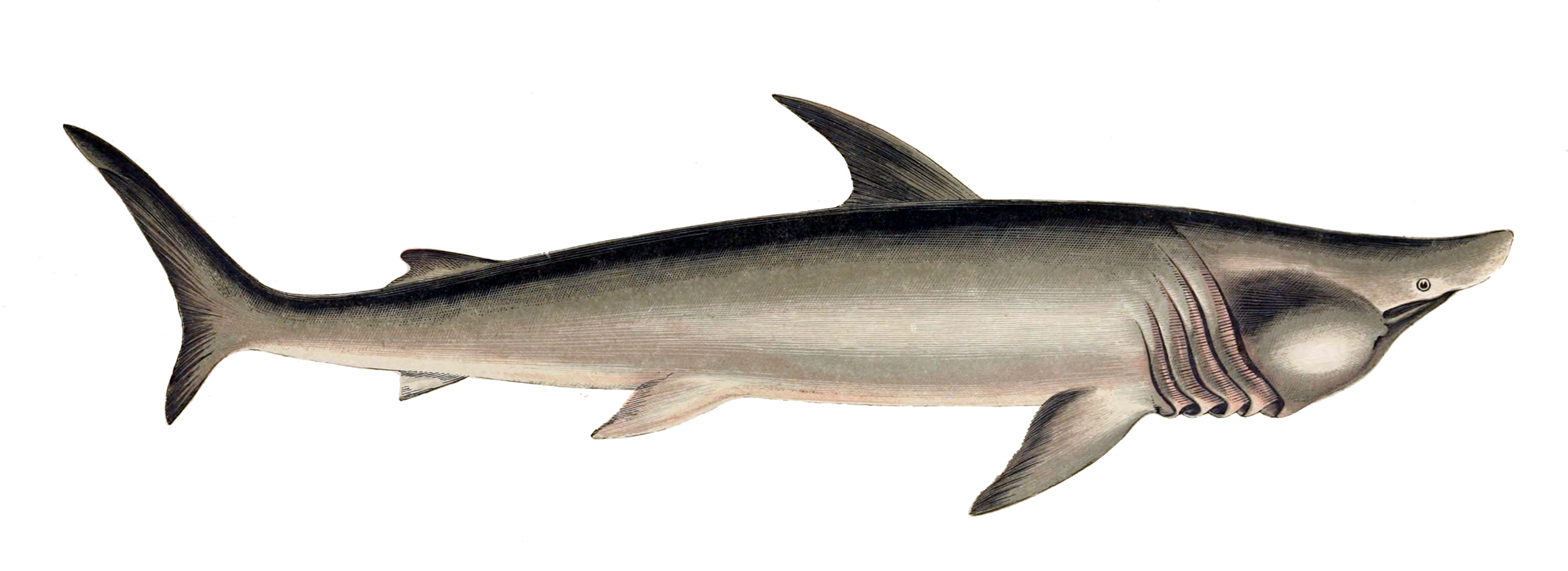
Squalo elefante visto di profilo.

Nel 1765, Johan Ernst Gunnerus fu il primo a descrivere l'animale con il nome scientifico Squalus maximus, a partire da un esemplare rinvenuto in Norvegia. Successivamente, l'animale assunse numerosi altri nomi, tra cui Squalus pelegrinus, Squalus elepha o ancora Selache maximus. Ciò è dovuto al fatto che i naturalisti lavoravano quasi esclusivamente su campioni naturalizzati ed «è molto difficile conservare questi animali nei musei; si deformano durante i processi di essiccazione, perdendo una parte delle loro caratteristiche; ciò spiega perché le raffigurazioni che ci hanno lasciato i diversi autori differiscano così tanto tra loro». Nel 1816, Henri-Marie Ducrotay de Blainville propose la denominazione «Cetorhinus» per stabilire il genere dell'animale. Questo termine è un nome composto derivante dal greco antico κῆτος (ketos), che significa «mostro marino» ma designa in senso più ampio i grandi cetacei, e da ῥινός (rhinos), cioè «naso». Nonostante alcune variazioni nel corso degli anni, questo appellativo ha infine prevalso sugli altri.

### Nomi comuni

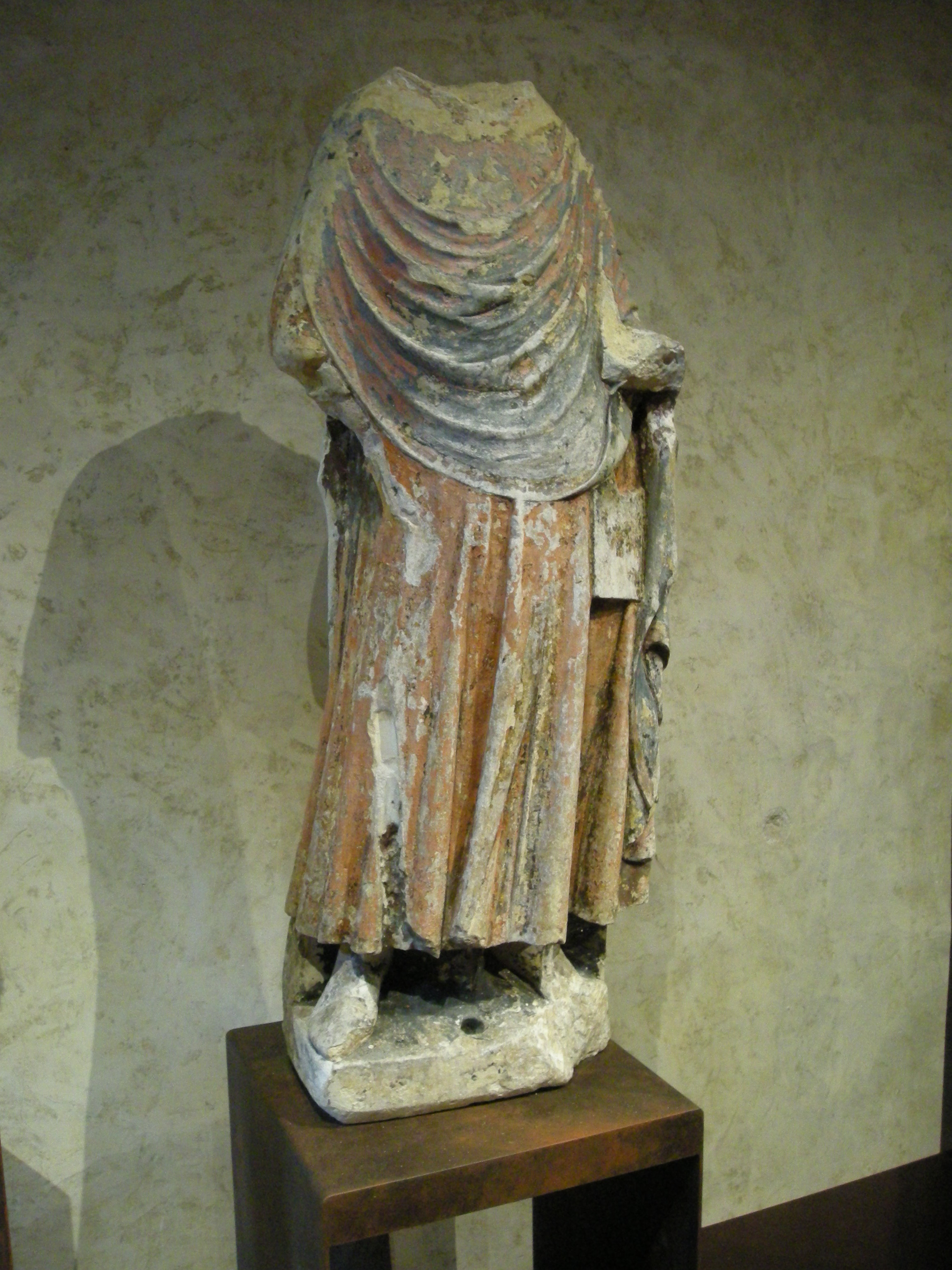
Uno dei nomi comuni dell'animale deriva dalla somiglianza tra i suoi archi branchiali e il drappo del mantello dei pellegrini.

Lo squalo elefante deve questo appellativo non solo alle sue dimensioni, ma anche al fatto di possedere, nei primi anni di vita, un «naso» particolarmente allungato e prominente. L'altro nome con cui viene indicata questa specie, squalo pellegrino, non deriva dalla sua abitudine di spostarsi su lunghe distanze, ma per ragioni morfologiche e «di abbigliamento». Secondo Alfred Brehm, «è chiamato pellegrino a causa della somiglianza che si voleva trovare tra i colletti del mantello dei pellegrini [la pellegrina] e le pieghe fluttuanti formate dal bordo libero delle membrane interbranchiali di questo squalo».

## Descrizione

### Morfologia generale
Presente, tra l'altro, nelle acque temperate d'Europa, questo animale si distingue facilmente dagli altri squali per le sue grandi dimensioni. Infatti, la dimensione massima segnalata è di 12,2 m. A riposo, si caratterizza per le sue fessure branchiali allungate, che occupano quasi l'intera altezza della testa, il muso appuntito e l'ampia bocca. Quando si nutre, nuota tenendo la bocca spalancata con le fessure branchiali distese lateralmente che filtrano il plancton, mentre lascia emergere dalla superficie la pinna dorsale e la parte superiore della pinna caudale a forma di mezzaluna.

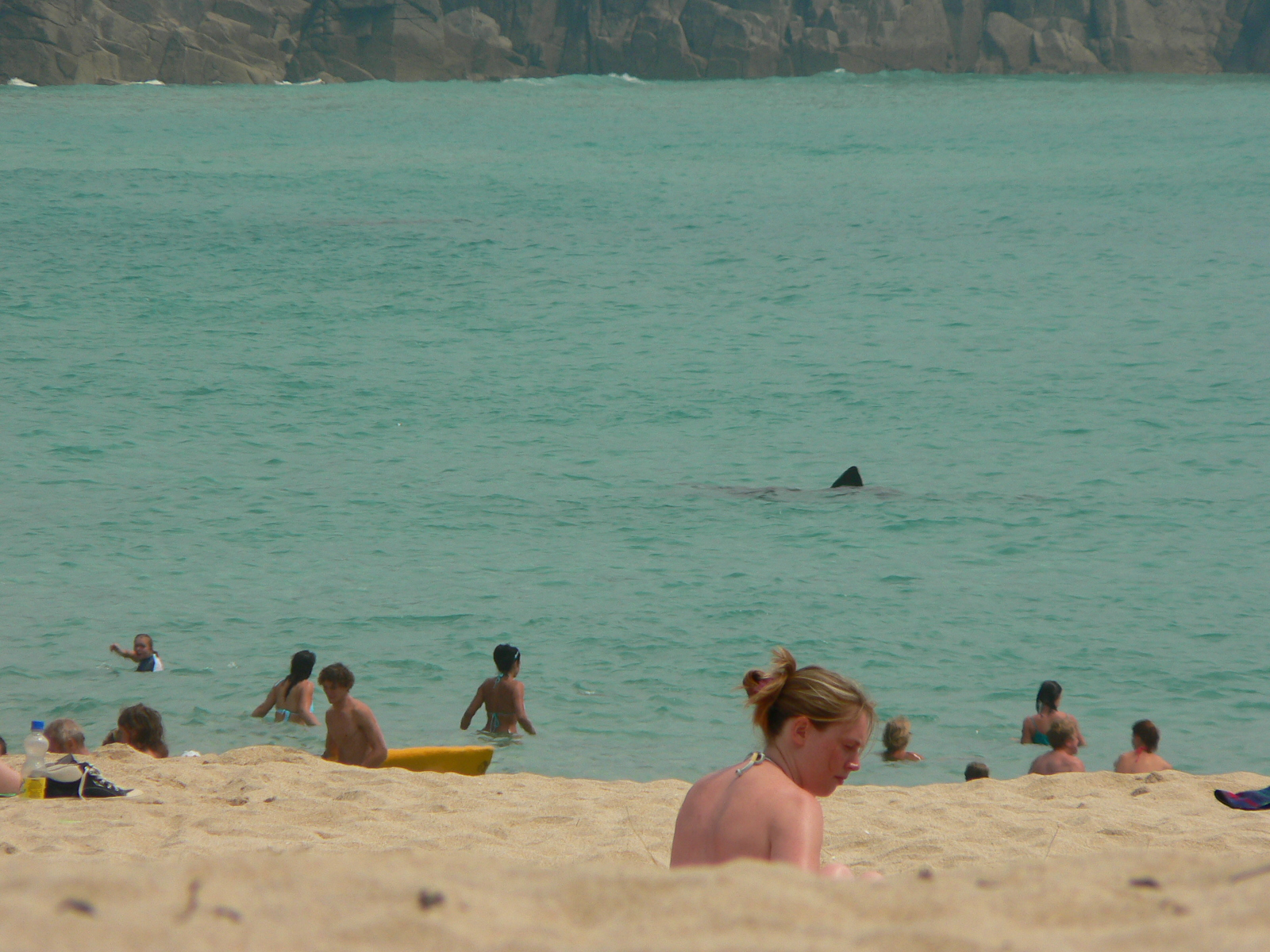
Gli osservatori meno esperti possono scambiare lo squalo elefante per uno squalo bianco.
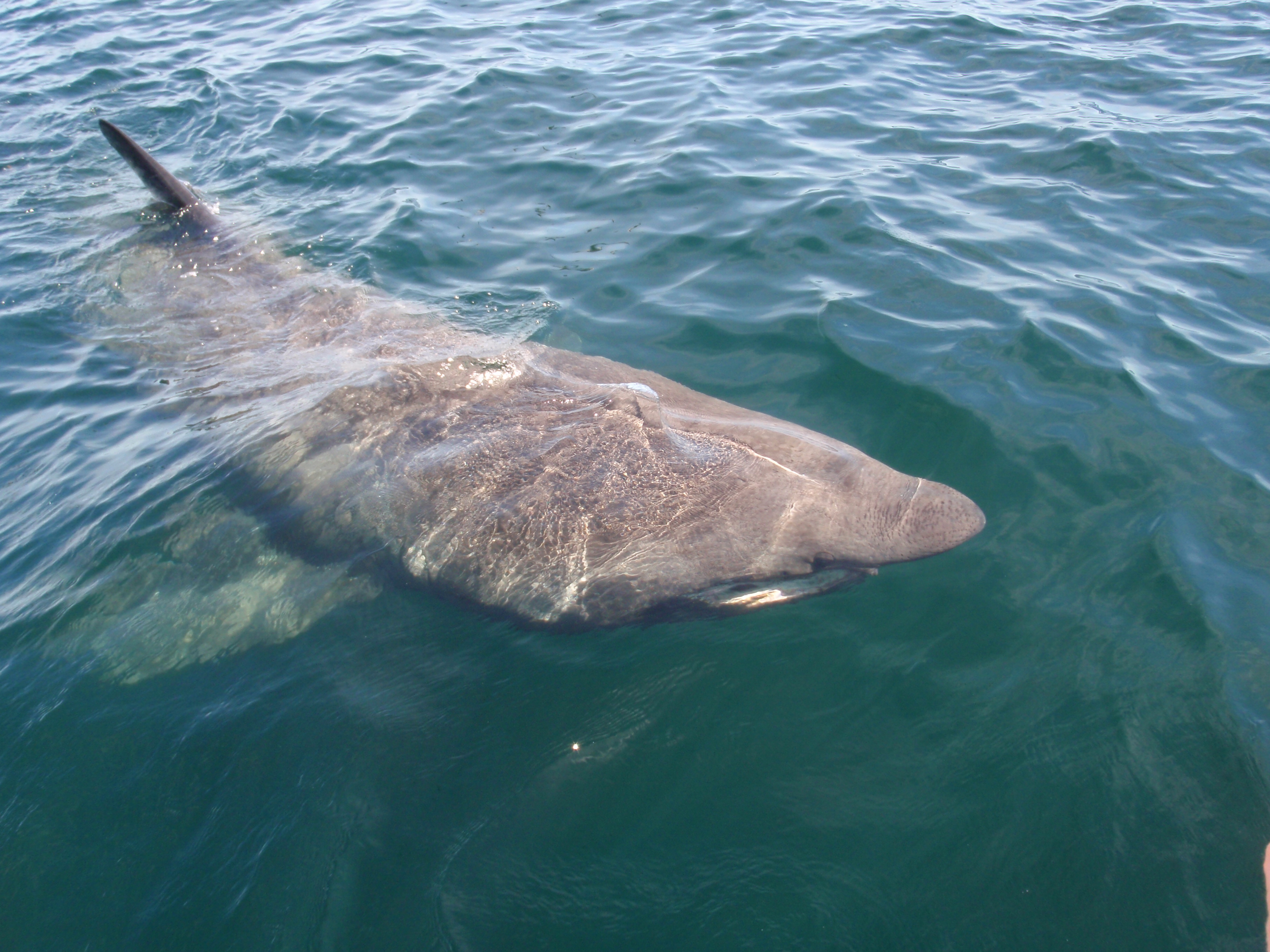
Tuttavia, dopo un attento esame, il «muso» dello squalo elefante lo distingue facilmente ...
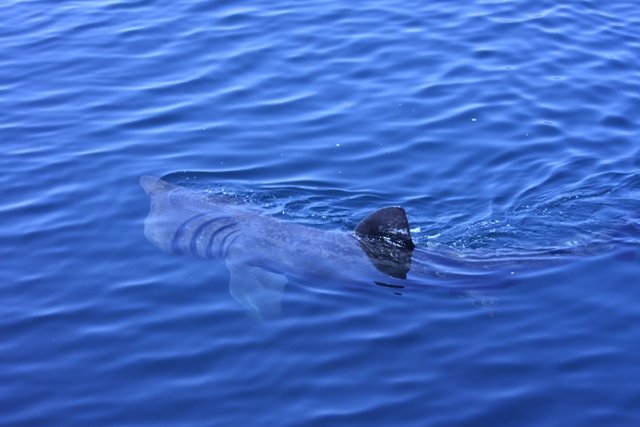
... e le differenze si accentuano quando lo squalo ingoia il plancton con la bocca spalancata.

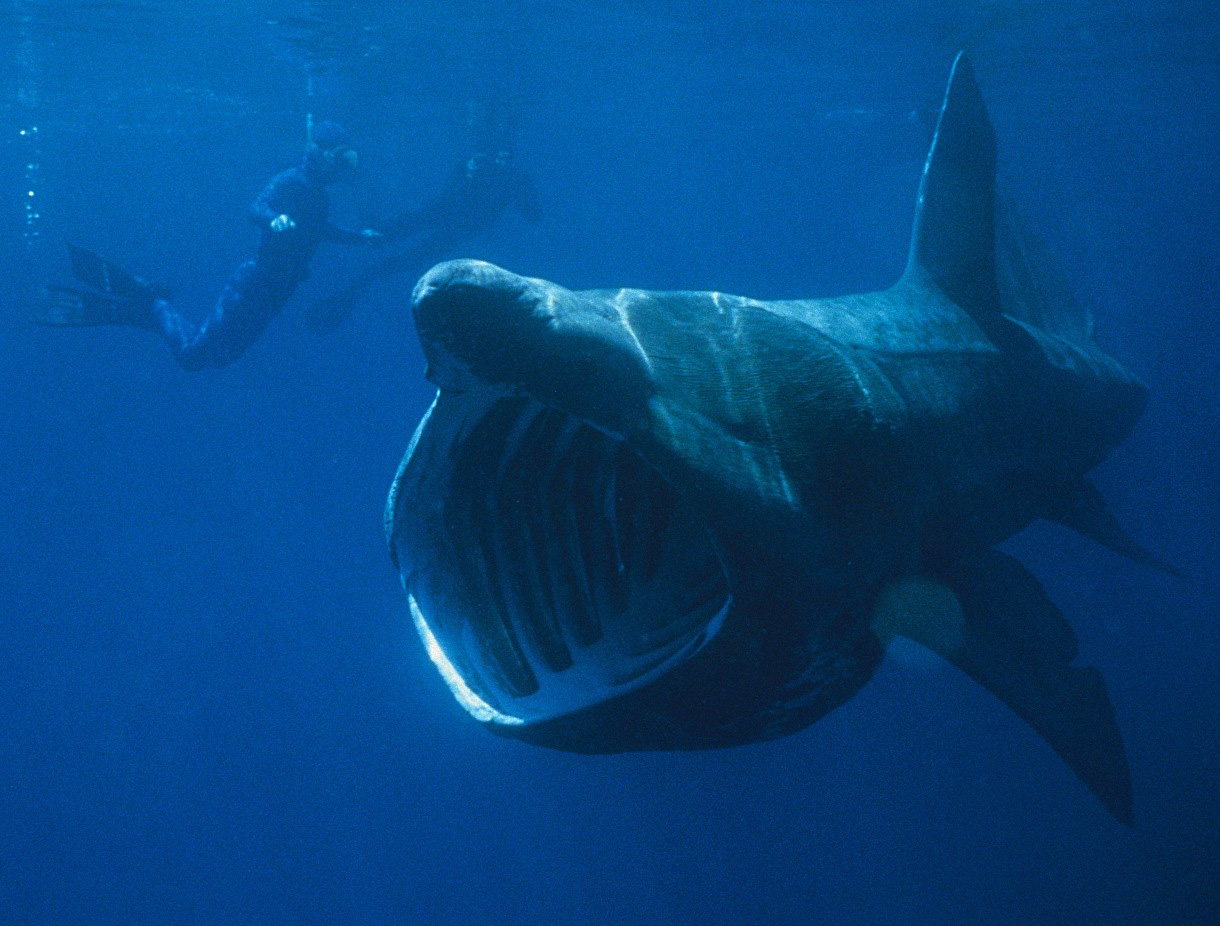
Le mascelle dello squalo elefante sono molto semplici e consentono di aprire notevolmente la bocca.

Il corpo dello squalo elefante è fusiforme, e nella parte posteriore termina progressivamente a punta a partire dal margine anteriore della prima pinna dorsale - punto in cui raggiunge il suo diametro maggiore - al peduncolo caudale. La testa, corta rispetto al tronco, è leggermente compressa lateralmente a livello della bocca. Il muso è molto corto, appuntito e conico, prolungato in una sorta di proboscide, tronco nella parte anteriore e terminante con una punta che presenta numerose ampolle di Lorenzini sulla superficie dorsale. Gli occhi, situati leggermente indietro al punto da cui ha origine la bocca, sono piccoli, privi di membrana nittitante o pieghe suboculari. Le fessure branchiali dello squalo elefante sono molto grandi, e si estendono dal lato superiore della testa fino al livello della gola. La prima di queste è la più lunga, la quinta la più corta. Delle branchiospine ricoprono la superficie interna degli archi branchiali. Grazie al loro numero e alla forma simile a fanoni, essi costituiscono un efficace setaccio che filtra il plancton dall'acqua ingerita. La bocca è grande e occupa quasi l'intera lunghezza della testa. Arrotondata negli adulti, essa è quasi trasversale nei giovani. L'articolazione della mascella è molto flessibile in corrispondenza delle sinfisi, e questo consente alla bocca di estendersi molto verso i lati. I denti sono piccoli: misurano 3 millimetri di lunghezza in uno squalo di 4 metri e appena 6 millimetri in un esemplare di 10 metri e hanno una forma a uncino. Essi sono ripartiti su 4-7 file funzionali, e, su ogni fila, si trovano quasi un centinaio di denti per ciascun lato della bocca. I denti centrali sono bassi e triangolari; quelli laterali sono conici, leggermente ricurvi e compressi lateralmente, con una parte basale striata e, su ciascun lato, una cresta laterale. Sulla mascella superiore, i denti mediani sono isolati, sparsi su un ampio spazio nel mezzo della mascella; questo diradamento dei denti non si nota sulla mascella inferiore.

### Le pinne
La prima pinna dorsale ha origine in un punto situato leggermente più avanti della metà della lunghezza totale (pinna caudale esclusa). Essa ha la forma di un triangolo equilatero. Il margine anteriore è diritto o leggermente convesso; quello posteriore è leggermente concavo, o, in alcuni casi, leggermente convesso. La sommità è arrotondata, non appuntita. Il margine posteriore è libero per circa un quarto della sua lunghezza alla base. Il centro di questa pinna è approssimativamente equidistante tra la punta del muso e il centro depresso della biforcazione caudale. La seconda dorsale è notevolmente più piccola; la sua altezza è pari solo a un quarto di quella della prima. Essa è grosso modo situata all'origine della terza parte posteriore della lunghezza totale. I suoi tre lati sono sostanzialmente uguali; la sommità è piuttosto arrotondata, il bordo posteriore concavo. La lunghezza del bordo libero è uguale alla lunghezza della base della pinna stessa.
La caudale misura dal 20 al 25% della lunghezza totale. A forma di mezzaluna, presenta un lobo superiore nettamente più sviluppato di quello inferiore e rivolto verso l'alto come quello di tutti i Lamnidi. Il bordo posteriore, inclinato di 60° rispetto all'orizzontale, è quasi diritto, con incisure subterminali ben marcate. La lunghezza del lobo inferiore della caudale è pari al 60-65% di quella del lobo superiore. L'inclinazione del suo margine posteriore è di circa 70° rispetto all'orizzontale.
La pinna anale è piccola, posizionata ventralmente dietro la seconda dorsale e delle stesse dimensioni di questa. La sua origine si trova sulla perpendicolare risultante del margine posteriore della seconda dorsale. Le due pinne pelviche, la cui origine si trova a 2/3 della distanza dalla punta del muso all'origine della caudale, hanno anch'esse la forma di triangoli equilateri. La loro altezza è pari a circa 2/3 di quella della prima dorsale. Le pettorali sono robuste. Hanno origine immediatamente dietro la quinta fessura branchiale e la lunghezza del loro margine anteriore, leggermente convesso, è pari a un settimo della lunghezza totale, vale a dire un quinto della lunghezza dalla punta del naso all'origine della pinna caudale. Il margine posteriore è concavo e arrotondato alla base in prossimità del suo margine interno. La punta di queste pinne è arrotondata.

### Il colore

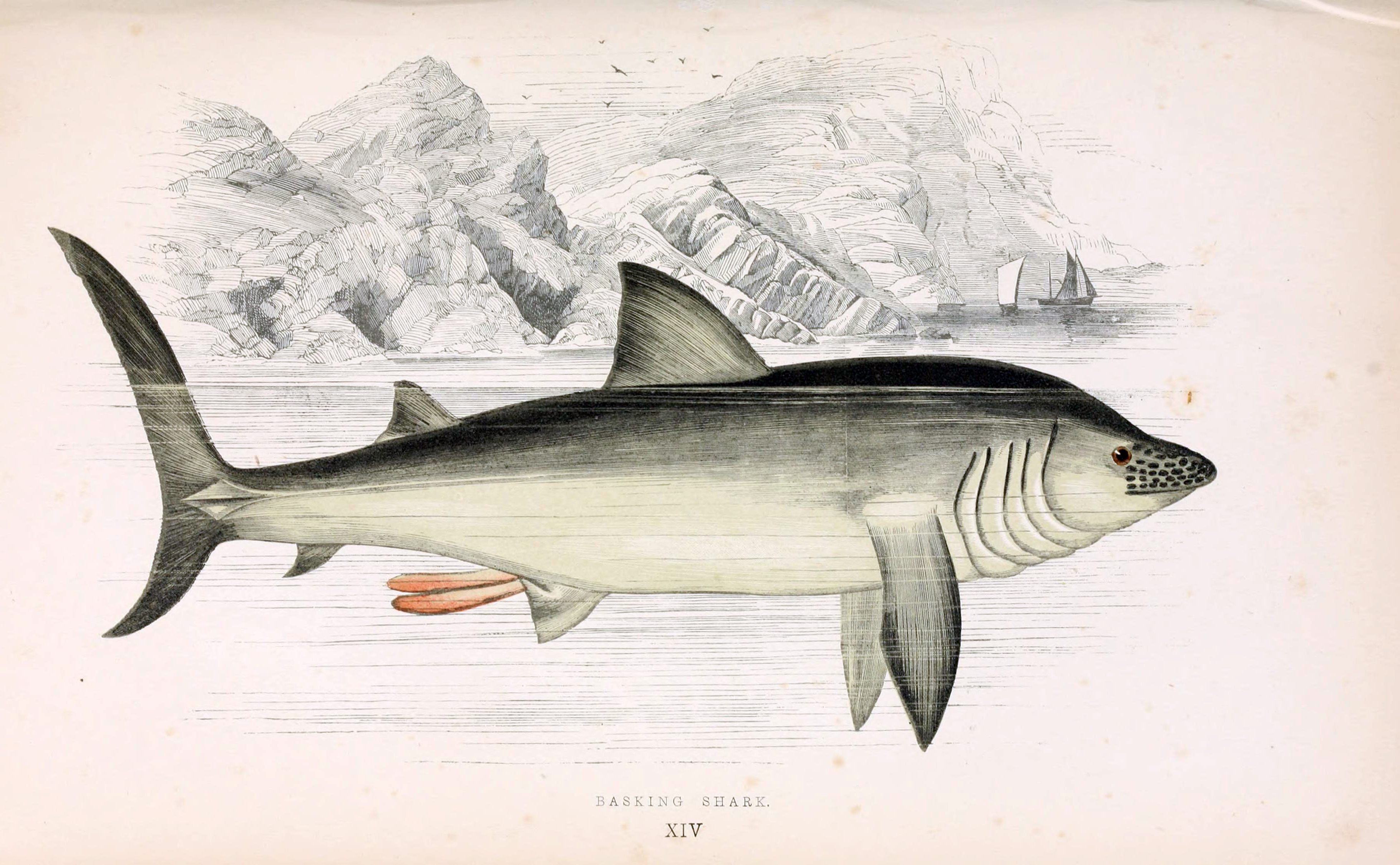
La livrea dello squalo elefante passa dal blu ardesia, nella parte superiore, al bianco, nella parte inferiore.

La parte superiore dell'animale varia dal nerastro al grigio-bruno o al blu-grigio. La colorazione si attenua sui fianchi e sul ventre, passando progressivamente al bianco. La parte inferiore è spesso segnata da macchie chiare situate dietro la testa e a livello dell'addome. I fianchi possono essere percorsi da bande chiare e da macchie. Sono stati segnalati casi di albinismo. La pelle è spessa, ricoperta da denticoli cutanei cornei di piccole dimensioni, disposti in bande o piastre con degli spazi nudi negli intervalli. Questi denticoli eretti presentano la sommità ricurva, una cresta mediana sulla superficie anteriore e una base allargata e increspata.

## Biologia

### Alimentazione

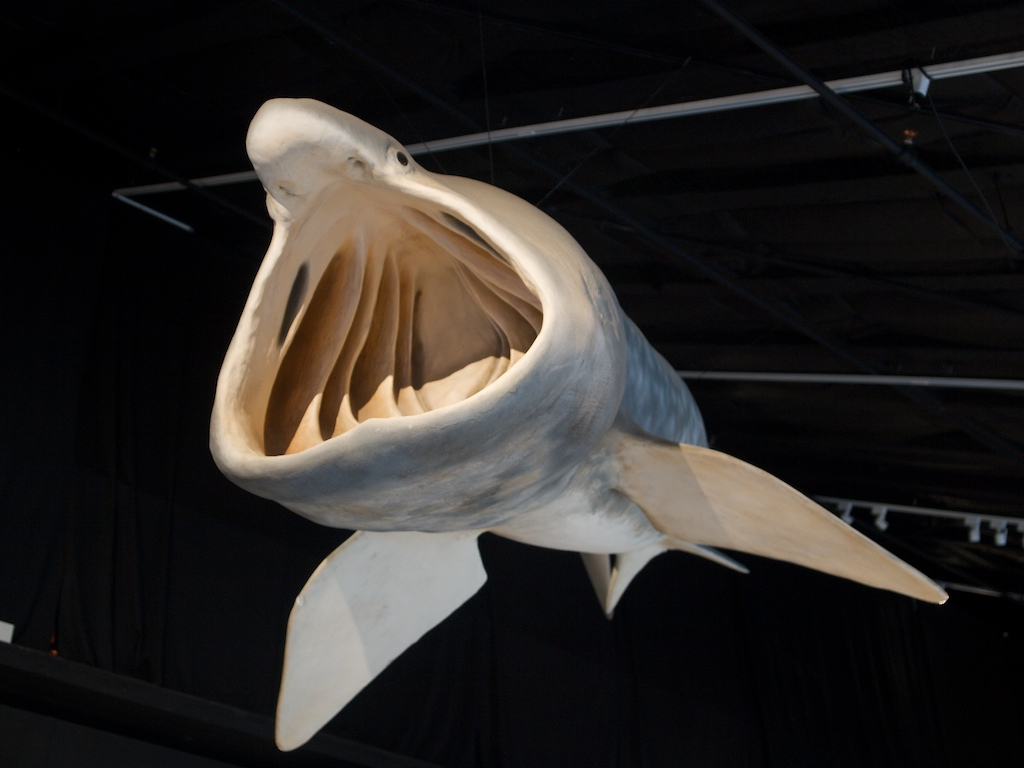
L'acqua ingerita esce dalle fessure branchiali e i piccoli animali del plancton vengono trattenuti.

Lo squalo elefante è quasi esclusivamente planctofago (assieme a sole altre due specie di squalo, lo squalo balena e lo squalo dalla bocca grande), come ha dimostrato l'esame del contenuto stomacale degli animali attivi in prossimità della superficie, dove si concentra lo zooplancton catturato dalle sue branchiospine specializzate. In primavera ed estate si trattiene nei punti dove si radunano i banchi di plancton, in acque dalla temperatura di 11-14 °C, e nuota con la bocca spalancata attraverso questi banchi, ingoiando l'acqua con ciò che contiene. L'acqua ingerita esce dalle fessure branchiali e i piccoli animali che costituiscono il plancton (specialmente Calanus helgolandicus) vengono trattenuti nel filtro costituito dalle branchiospine, lunghe e sottili, disposte su ciascun arco branchiale. Essi vengono quindi ingeriti, mentre l'acqua filtrata ed espulsa esce dalle fessure branchiali rigenerando l'ossigeno del sangue. Tuttavia, questa specie non si nutre esclusivamente di plancton, ma cattura anche piccoli pesci gregari: capelani, sgombri, sardine, aringhe, ecc. Alcuni autori hanno potuto «stimare a circa 400 chili la quantità di aringhe trovate nello stomaco di un adulto». Nello stomaco di uno squalo elefante catturato in Giappone sono stati rinvenuti anche dei gamberi pelagici di acque profonde, il che lascia ipotizzare che la specie faccia affidamento anche su fonti alimentari mesopelagiche.

### Ciclo vitale e riproduzione
Le caratteristiche del ciclo vitale e della riproduzione dello squalo elefante sono poco conosciute, ma sono probabilmente simili a quelle degli altri lamniformi. Lo squalo elefante è ovoviviparo: la femmina mette al mondo dei piccoli vivi, che misurano da 1,5 a 2 m. Il periodo di gestazione sarebbe di circa 2-3-4-5-6 anni, il più lungo tra tutte le specie animali, eccezione fatta per lo squalo dal collare, e il periodo tra un parto e l'altro di 2-4 anni. Gli embrioni devono essere espulsi in inverno, in quanto se ne trova raramente traccia in aprile-maggio. I comportamenti di parata nuziale e le cicatrici suggeriscono che gli animali si accoppino in primavera: in questo periodo dell'anno, possiamo osservare due o tre squali elefante che nuotano insieme, uno dietro l'altro, quasi sempre con una femmina davanti e i maschi dietro. È stato possibile notare che il muso dei maschi che seguono e i loro pterigopodi presentano delle ferite da sfregamento, mentre la femmina non presenta mai sangue sul muso, bensì un'abrasione della regione cloacale. La produttività annuale stimata è la più bassa conosciuta tra tutti gli squali e la durata di una generazione è di 22-33 anni.
È molto raro avvistare giovani esemplari di squalo elefante. È probabile che rimangano in acque profonde fino a quando non raggiungano una lunghezza di 2-3 metri. I giovani sono riconoscibili dalla loro testa, notevolmente diversa da quella degli adulti: è infatti allungata, e presenta un muso carnoso, spesso e appuntito la cui estremità è talvolta incurvata a uncino. I maschi raggiungono la maturità sessuale verso i 12-16 anni; la loro pubertà si manifesta esternamente con la progressiva scomparsa della proboscide e lo sviluppo degli pterigopodi, già presenti in individui di 3,5–4 m, che possono raggiungere una lunghezza compresa tra 60 centimetri e un metro negli esemplari adulti. Nelle femmine, la maturità viene raggiunta verso i 16-20 anni, quando anche loro perdono la proboscide. Le femmine adulte sono più grandi dei maschi allo stesso stadio di sviluppo, come nel caso di molte altre specie di squali. La durata di vita dello squalo elefante è probabilmente di circa 50 anni e la dimensione massima registrata è di 12,2 m di lunghezza.

### Commensalismo e parassitismo

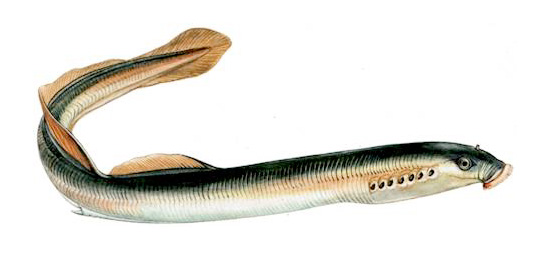
La lampreda marina si attacca spesso alla pelle degli squali elefante del Nord Atlantico.

Oltre ai consueti copepodi ectoparassiti degli squali, gli squali elefante del Nord Atlantico presentano spesso lamprede marine (Petromyzon marinus) attaccate alla loro pelle. Sebbene le lamprede non siano in grado di perforare la pelle ricoperta di denticoli dello squalo, esse sono abbastanza «irritanti» da portare l'animale a sfregarsi contro una superficie o addirittura ad effettuare dei salti (breaching) per cercare di rimuoverle. Infatti, recenti osservazioni e fotografie indicano che gli squali elefante possono saltare totalmente o parzialmente fuori dall'acqua per staccare parassiti o commensali come le lamprede o le remore. Questi comportamenti sono stati osservati sia in esemplari solitari che in individui che vivono in gruppo, il che sembrerebbe evocare una qualche forma di comunicazione intraspecifica, dal momento che l'energia spesa sembra essere sproporzionata per il risultato che lo squalo vuole ottenere.

### Predatori
Gli esemplari adulti non hanno predatori conosciuti, ma i giovani sono senza dubbio vulnerabili agli attacchi dei grandi predatori marini come l'orca (Orcinus orca) o lo squalo bianco (Carcharodon carcharias). In un caso eccezionale, uno squalo elefante di 2,5 m è stato rinvenuto nello stomaco di un capodoglio delle Azzorre.

### Comportamento
Nonostante le sue enormi dimensioni, lo squalo elefante è una creatura indolente, del tutto inoffensiva, che si muove lentamente ad una velocità di 3-4 nodi, anche se può raggiungere i 9-10 nodi. Deve il suo nome inglese di Basking shark («squalo che si crogiola al sole») alla sua abitudine di riposare in superficie durante le ore più calde della giornata, proprio come se si crogiolasse al sole, con la pinna dorsale che si agita delicatamente e una parte del dorso visibile sopra la superficie, o addirittura stando sdraiato su un fianco o sulla schiena, pancia in su. Johan Ernst Gunnerus, a cui si deve la prima descrizione della specie, notò fin dall'inizio il suo carattere disinvolto:
Malgrado la sua apparente noncuranza, alcuni scienziati dell'università inglese di Plymouth hanno dimostrato, grazie a dei tag di geolocalizzazione, che questo squalo non si sposta casualmente quando si alimenta, ma che individuerebbe le zone ricche di zooplancton, selezionerebbe le specie preferite e memorizzerebbe le migrazioni del plancton durante le stagioni, in modo da poterlo localizzare in ogni periodo dell'anno.
Sebbene sia generalmente una creatura solitaria, in determinati momenti e per diversi mesi presenta un comportamento gregario. È abbastanza comune incontrare dei gruppi di squali elefante di venti, trenta, talvolta di sessanta-cento individui di diverse dimensioni che si muovono insieme, specialmente al momento della riproduzione.

## Distribuzione e habitat

### Habitat
Lo squalo elefante preferisce le aree in cui si concentra lo zooplancton. Si tratta di zone in cui diverse masse d'acqua si incontrano o di promontori e zone soggette a forti maree attorno alle isole e nelle baie. Uno studio del 2008 ha dimostrato che questa specie può vivere anche in habitat ad una profondità di oltre 1000 m.

### Areale
In tutto il mondo, gli squali elefante occupano le acque temperate delle piattaforme costiere, ma sono presenti localmente al largo delle coste di 50 diversi paesi. Nell'Atlantico settentrionale, vengono osservati da sud-est a sud-ovest, passando per il nord, dal Senegal e da diversi paesi d'Europa (compreso il mar Mediterraneo), passando per la Norvegia, la Svezia e la Russia, fino all'Islanda, al Canada (Terranova, Nuova Scozia, Nuovo Brunswick), alla costa orientale degli Stati Uniti e al golfo del Messico. Nel Pacifico settentrionale, sono presenti, sempre da sud-ovest a sud-est passando per il nord, da Giappone, Cina e isole Aleutine, fino all'Alaska, alla Columbia Britannica e alla costa occidentale degli Stati Uniti e del Messico (Baja California e parte settentrionale del golfo di California). Lo squalo elefante non è mai stato osservato in acque equatoriali.

### Lo studio delle migrazioni
Fino al 2009, gli ittiologi avevano osservato questa specie solo in estate e sempre nell'Atlantico settentrionale. Non sapevano quasi nulla del suo comportamento invernale. Per prima cosa hanno scoperto (grazie al radiotracking) che non andava in ibernazione durante l'inverno, come sostenuto in precedenza dagli studiosi. Solo recentemente si è scoperto, grazie all'utilizzo di tag satellitari (di tipo PSAT) attaccati per mezzo di un dardo sulla pelle di 25 squali elefante, che gli individui di questa specie migrano verso acque più calde, cambiando addirittura emisfero: squali marcati nell'Atlantico settentrionale, al largo della costa orientale degli Stati Uniti, sono stati infatti rinvenuti mentre svernavano al largo della Guyana francese o del Brasile. I chip installati registravano la profondità, la temperatura e il livello di luminosità ogni 10-15 secondi e inviavano le loro informazioni a un satellite quando lo squalo risaliva in superficie. Essi hanno dimostrato che il viaggio veniva in parte effettuato a profondità precedentemente insospettate: da 200 a 1000 m di profondità e che si protrae talvolta per diversi mesi. Questo viaggio verso altre latitudini potrebbe consentire un miglior andamento della gestazione delle femmine, un parto più facile e un aumento delle possibilità di sopravvivenza dei nuovi nati.
Solo ora si sta iniziando a conoscere l'areale estivo di questa specie, ma anche se da poco sappiamo che essa migra verso sud in inverno, non conosciamo ancora la sua area invernale di distribuzione. In estate viene rinvenuta nelle acque della piattaforma e della scarpata continentale delle zone temperate e fredde di entrambi gli emisferi.

## Storia evolutiva
|  | Smeriglio (Lamna)                                                                               |
|  |                                                                                                 |
|  | \| \| Squalo mako (Isurus) \| \| \| \| \| \| Squalo bianco (Carcharodon carcharias) \| \| \| \| |
|  |                                                                                                 |
|  | Squalo mako (Isurus)                                                                            |
|  |                                                                                                 |
|  | Squalo bianco (Carcharodon carcharias)                                                          |
|  |                                                                                                 |

|  | Squalo mako (Isurus)                   |
|  |                                        |
|  | Squalo bianco (Carcharodon carcharias) |
|  |                                        |

|  | Smeriglio (Lamna)                                                                               |
|  |                                                                                                 |
|  | \| \| Squalo mako (Isurus) \| \| \| \| \| \| Squalo bianco (Carcharodon carcharias) \| \| \| \| |
|  |                                                                                                 |
|  | Squalo mako (Isurus)                                                                            |
|  |                                                                                                 |
|  | Squalo bianco (Carcharodon carcharias)                                                          |
|  |                                                                                                 |

|  | Squalo mako (Isurus)                   |
|  |                                        |
|  | Squalo bianco (Carcharodon carcharias) |
|  |                                        |

|  | Smeriglio (Lamna)                                                                               |
|  |                                                                                                 |
|  | \| \| Squalo mako (Isurus) \| \| \| \| \| \| Squalo bianco (Carcharodon carcharias) \| \| \| \| |
|  |                                                                                                 |
|  | Squalo mako (Isurus)                                                                            |
|  |                                                                                                 |
|  | Squalo bianco (Carcharodon carcharias)                                                          |
|  |                                                                                                 |

|  | Squalo mako (Isurus)                   |
|  |                                        |
|  | Squalo bianco (Carcharodon carcharias) |
|  |                                        |

|  | Smeriglio (Lamna)                                                                               |
|  |                                                                                                 |
|  | \| \| Squalo mako (Isurus) \| \| \| \| \| \| Squalo bianco (Carcharodon carcharias) \| \| \| \| |
|  |                                                                                                 |
|  | Squalo mako (Isurus)                                                                            |
|  |                                                                                                 |
|  | Squalo bianco (Carcharodon carcharias)                                                          |
|  |                                                                                                 |

|  | Squalo mako (Isurus)                   |
|  |                                        |
|  | Squalo bianco (Carcharodon carcharias) |
|  |                                        |

Lo squalo elefante è l'unica specie vivente della famiglia dei Cetorinidi, strettamente imparentata con quella dei Lamnidi. Queste costituiscono due delle sette famiglie che formano l'ordine dei Lamniformi. A sua volta questo è uno degli otto ordini che compongono il superordine dei Selachimorpha (sottoclasse degli Elasmobranchii).
Una specie fossile imparentata con lo squalo elefante è nota unicamente a partire dai denti: si tratta di Cetorhinus parvus, risalente all'Oligo-Miocene.

## Rapporti con l'uomo

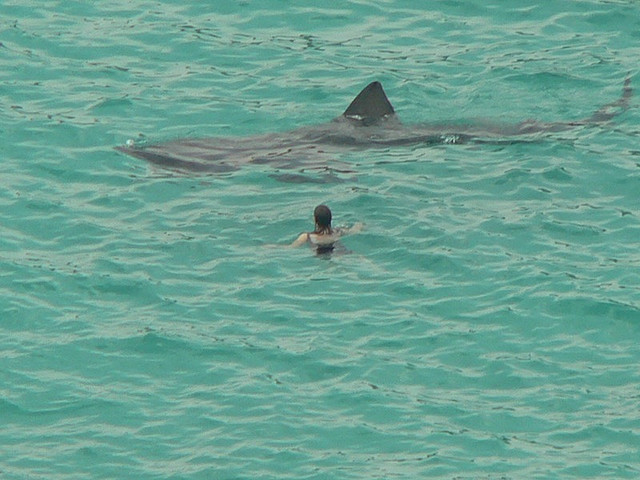
Lo squalo elefante è del tutto inoffensivo per l'uomo.

A causa della loro dieta planctivora, gli squali elefante sono innocui per gli esseri umani. Il loro comportamento non è mai aggressivo e non attaccano i subacquei o le imbarcazioni. Tuttavia, a causa delle loro dimensioni, hanno una forza tremenda e possono ferire un sub con un semplice movimento di fuga o di difesa. Inoltre, la loro pelle ricoperta di dentelli è abrasiva come la carta vetrata.

### L'era della caccia allo squalo elefante
Questi squali sono stati a lungo pescati regolarmente nelle aree in cui si trovano vicino alla costa (Norvegia, Scozia, Irlanda, Canada, Massachusetts e California negli Stati Uniti). Da un lato, il loro fegato (che rappresenta il 15-20% del peso dell'animale) è ricco di olio, dall'altro, la loro carne è commestibile e dalla pelle, una volta conciata, si ricava un cuoio spesso e resistente. Tuttavia, a causa della loro rarefazione, della concorrenza sul mercato con altri oli di pesce a basso costo e della maggiore reperibilità di scorte alimentari anche sulle coste più remote, la pesca agli squali elefante è stata progressivamente abbandonata. In Francia, durante la seconda guerra mondiale e negli anni subito successivi, questo tipo di attività ebbe una certa ripresa a causa della scarsità di grassi animali e di cibo in generale. All'epoca, con la sua carne «venivano fatte delle fritture, anche se bisognava friggere con essa anche delle cipolle per eliminare il suo odore particolare. Queste fritture erano buone e la gente le mangiava volentieri». Questa «infatuazione» passeggera diminuì con la ripresa delle normali condizioni di approvvigionamenti alimentari alla fine degli anni '40.

#### Metodi di pesca
Per poter tornare in porto con uno squalo elefante i pescatori avevano a disposizione tre diversi metodi:
- rinvenire un adulto impigliato in reti destinate a sgombri o ad aringhe;
- intrappolare in una rete da traino un giovane esemplare che nuotava in acque profonde;
- catturarlo intenzionalmente con l'arpione[22].

Durante la pesca allo squalo elefante propriamente detta, era l'ideale, per le piccole imbarcazioni, accostarsi il più possibile all'animale con il mare calmo, quando cioè era più facile avvicinarlo. A questo punto, veniva lanciato a mano l'arpione, con più o meno probabilità di riuscita. La posizione del punto di impatto era cruciale. Se ad essere colpita era la spalla, era allora molto difficile uccidere l'animale. I più abili miravano al muso, per impedire allo squalo di immergersi. L'ideale era colpire il corpo, vicino alla pinna dorsale, in modo da danneggiare gli intestini, o vicino alla coda, sì da ledere le vertebre dorsali. In Irlanda, l'animale veniva immobilizzato tagliando il peduncolo caudale, che si rompeva a causa degli sforzi disperati dell'animale per liberarsi. Indebolendosi a causa dell'emorragia, l'animale veniva quindi trascinato vicino alla barca dopo 4-5 ore di agonia. Quando si trovava vicino alla barca, veniva finito con l'aiuto di un grosso coltello. Una volta morto, veniva trascinato a rimorchio e trasportato nel porto, dove veniva tagliato in pezzi da 40-50 chili; il fegato veniva messo da parte. Oltre a questo tipo di pesca, arcaica e poco produttiva, alcune aziende ittiche avevano messo a punto metodi industriali di caccia allo squalo elefante. Così, attorno alla metà del XX secolo, le «Scottish West Coast Fisheries» operavano con una nave fattoria e tre piccole scialuppe a motore di 12 metri, munite di un cannone lancia-arpioni, con quattro uomini d'equipaggio che rimanevano in collegamento telefonico con la nave fattoria. Ad ogni arpione veniva fissata una sagola munita di due galleggianti costituiti da barili vuoti. Di conseguenza più squali potevano così essere arpionati successivamente. Alla fine della pesca, le sagole venivano recuperate e le carcasse, gonfiate con aria compressa, venivano rimorchiate fino al porto.

#### La carne
Durante l'occupazione tedesca, la carne dello squalo elefante, che come quella di molti altri squali veniva indicata con il nome generico di «vitello di mare», era poco apprezzata come cibo. Essa veniva tuttavia tagliata appena l'animale giungeva in porto e immessa sul mercato. Prendeva bene il sale e veniva anche venduta e consumata salata e leggermente affumicata. Allo stesso tempo, «in diverse occasioni, fabbriche di cibo in scatola provavano a prepararla in scatole sigillate ermeticamente con una copertura di salsa di pomodoro. I risultati non furono dei migliori, in quanto il prodotto non era gradevole e la sua consistenza, simile a quella del caucciù, lo rendeva immangiabile».

#### La pelle
Varie tecniche di conciatura effettuate durante le ostilità non ebbero successo. Risultati decisamente migliori furono ottenuti dopo la guerra: la pelle dello squalo elefante, tagliata in ampi quarti, salata e tenuta un po' di tempo nel sale prima di essere inviata in concerie specializzate, veniva lavorata per la preparazione di un galuchat molto resistente, in quanto manteneva una buona flessibilità.

#### Il fegato e l'olio
Uno squalo elefante di 5 tonnellate (peso medio della specie) ha un fegato di circa una tonnellata. Da questo fegato veniva in genere estratto il 60% di olio; estrazioni particolarmente buone potevano ricavarne fino al 70%. La quantità di olio che poteva essere estratta dal fegato di uno di questi animali era quindi di 400-900 litri, con una media di circa 600 litri. Il contenuto insaponificabile di questo olio contiene una percentuale molto elevata di squalene e una quantità minore di pristano, oltre a piccole quantità di colesterolo e acido palmitico, stearico e oleico. Indipendentemente dal suo utilizzo per la tempra degli acciai, l'olio di fegato di squalo elefante possiede qualità riconosciute che ne hanno giustificato l'utilizzo in:
- conceria - l'olio si sulfona molto bene e quindi, una volta trasformato, viene impiegato per il trattamento di cuoi a buon mercato;
- saponeria - l'olio è poco adatto alla fabbricazione del sapone: il suo indice di saponificazione è troppo basso; da esso si ricavano solo saponi morbidi, che hanno un odore sgradevole;
- pittura - l'indice di iodio dell'olio di fegato di squalo elefante è troppo basso. Quest'olio, impiegato nella fabbricazione di vernici, dà un prodotto che si asciuga molto lentamente e che, una volta asciutto, non indurisce;
- camosceria - gli oli di pesce adatti alla camosceria devono avere un indice di acidità pari a 20, ma è possibile aumentare l'indice di acidità in questione mediante battitura o soffiatura a caldo;
- alimentazione - gli oli di fegato di squalo elefante hanno un colore analogo a quello degli oli di arachide. Purtroppo, come tutti gli oli di pesce, hanno un odore che diventa più intenso se lasciato all'aria. Tuttavia, «durante questi anni di restrizioni alimentari, la popolazione di Belle Île usava l'olio di fegato di squalo elefante per cucinare e, in particolare, per la preparazione di patate fritte. Non furono mai stati segnalati incidenti e nessuno sembra essersi mai sentito male»[5];
- medicina - a differenza degli oli di fegato di merluzzo, nasello, rana pescatrice, ecc., l'olio di fegato di squalo elefante ha un contenuto di vitamina A molto basso (da 0 a 1000 unità per grammo[5]). Da questo punto di vista, si classifica come uno dei più poveri oli di fegato tra quelli ricavati da rappresentanti della famiglia degli squali. Pertanto non ha un particolare utilizzo medico o terapeutico.

### Importanza economica
In passato, questo squalo veniva cacciato in tutto il mondo principalmente per la sua carne e per l'olio ricavato dal suo fegato. Al giorno d'oggi, la pesca è praticamente cessata, tranne che in Cina e in Giappone. Le pinne sono vendute come ingrediente per la zuppa di squalo. Sul mercato asiatico, le pinne fresce possono costare fino a 1000 dollari, mentre quelle essiccate si vendono in genere a 700 dollari al chilo. Il fegato viene venduto in Giappone come afrodisiaco o come alimento funzionale, e l'olio da esso ricavato funge da eccipiente e da sostanza grassa per i cosmetici.
In Europa, nelle regioni in cui un tempo era oggetto di pesca, la specie, con lo sviluppo dell'ecoturismo, è oggi considerata un patrimonio naturale da proteggere. Malgrado tutto, a causa della sua rarità e fragilità, non esistono «safari acquatici» come quelli che vengono organizzati per l'osservazione delle balene. Sull'isola di Man, nel mare d'Irlanda, l'osservazione degli squali è limitata allo scopo di nuocere loro il meno possibile. In Cornovaglia, le agenzie turistiche approfittano della regolarità delle apparizioni dell'animale, a partire da giugno, solamente per prolungare le gite «naturalistiche» in barca.

### Una specie minacciata
Oggi, la più grande minaccia per questo squalo è la pesca intensiva ad opera dei paesi asiatici. Invece, al di fuori dell'Asia, le catture accidentali (nel caso un esemplare rimanga impigliato in una rete da posta, muoia lì o venga successivamente ucciso dai pescatori) e le collisioni con le imbarcazioni sono i fattori che minacciano maggiormente le popolazioni di squalo elefante.
A causa della sua crescita lenta, del lungo periodo di gestazione e della tarda maturità sessuale, lo squalo elefante si dimostra incapace di riprendersi dalle perdite subite durante il XX secolo e presenta una bassa diversità genetica. È pertanto considerato dagli scienziati una specie in via di estinzione. Per questo motivo, lo squalo elefante viene elencato come «in pericolo» sulla Lista Rossa della IUCN (Unione mondiale per la conservazione della natura) e figura nell'appendice II della CITES e in diverse convenzioni internazionali come la convenzione OSPAR per la protezione dell'ambiente marino dell'Atlantico nord-orientale o la convenzione di Bonn sulla conservazione delle specie.
In Francia, la specie non è protetta: è proibito solamente pescarla e avvicinarsi ad essa. Due associazioni francesi sono attualmente all'opera per lo studio e la conservazione di questa specie: l'Association pour l'étude et la conservation des sélaciens (APECS), con sede a Brest, che effettua ogni anno il monitoraggio della popolazione a livello nazionale, e il Groupe de Recherche sur les Requins de Méditerranée, con sede ad Ajaccio, attivo nelle acque della Corsica.

### Credenze popolari
Molte storie di serpenti di mare e di mostri marini potrebbero trovare una spiegazione nell'osservazione di squali elefante che si spostano in fila o dalla forma particolare che assume il loro cadavere in decomposizione.

#### Il serpente di mare

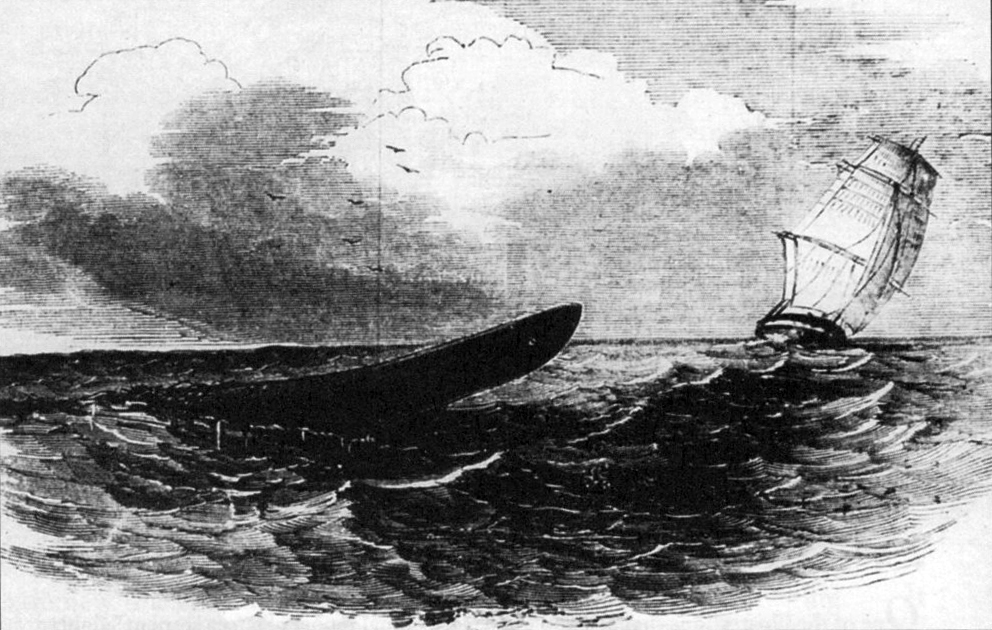
Nel 1849, l'HMS Plumper avvistò un «serpente di mare» al largo del Portogallo.

Durante la stagione riproduttiva, è possibile osservare alcuni individui, in fila indiana, nuotare a una velocità di 4-5 nodi, a distanza di dodici o quindici metri l'uno dall'altro. Come sono soliti fare, questi squali agitano delicatamente la loro pinna dorsale sollevata sulla superficie dell'acqua, mentre il lobo esterno della coda emerge leggermente dall'acqua e viene anch'esso fatto ondeggiare. Se si aggiunge a questo l'immaginazione dei pescatori, specialmente se è la femmina che «guida il treno» nuota con la bocca aperta e il muso proteso al di sopra della superficie, non sorprende che questi animali possano essere stati scambiati per serpenti di mare.

#### Il plesiosauro
Decomponendosi, il cadavere dello squalo elefante assume una forma insolita. Queste carcasse, riportate in superficie dalle reti da pesca o finite casualmente a riva, furono usate in diverse occasioni (il mostro di Stronsay, la carcassa della Zuiyo-maru) dai criptozoologi come prova dell'esistenza di plesiosauri sopravvissuti fino ad oggi. In effetti, sotto l'azione delle onde o in seguito allo sbattimento del moto ondoso sugli scogli, il cadavere perde i suoi elementi più fragili, vale a dire la mascella, gli archi branchiali e la maggior parte dello scheletro della testa, e rimangono intatte solo la colonna vertebrale, la scatola cranica, le pinne pettorali e ventrali con i cinti toracico e pelvico. Questo porta la carcassa ad assumere una strana forma che può essere facilmente confusa con quella del famoso rettile acquatico. Tuttavia, l'analisi istologica tradisce rapidamente la natura dell'organismo.